# 宇部市立厚東小学校
宇部市立厚東小学校（うべしりつ ことうしょうがっこう）は、山口県宇部市大字棚井にある公立小学校。JR山陽本線（厚東駅～宇部駅間）及び山口県道215号宇部停車場線を挟んで厚東川の西側の高台に位置する。

## 沿革
1870年代に、棚井小学校、吉見小学校、広瀬小学校及び引地分校の三校一分校が開校し、つまり、現在の宇部市立厚東小学校の起源となる小学校が開校し、19世紀末1年前に、現在の宇部市立厚東小学校が所在する場所への移転及び厚狭郡厚東村における一村一校への学校統合がなされ、その後、市町村合併等により、三度、校名が改称され、その結果、宇部市立厚東小学校と称することとなり、現在に至る。
- 1885年（明治18年） - 棚井小学校を厚東小学校と改称する（棚井小学校及び広瀬小学校の学校統合並びに棚井小学校及び引地分校の学校統合についても、併せて実施される。）。
- 1887年（明治20年） - 厚東小学校を厚東尋常小学校と改称する（但し、1887年（明治20年）の改称当時において、高等科及び小学簡易科があった。）。
- 1892年（明治25年） - 厚東尋常小学校を厚東尋常高等小学校と改称する（小学校令によるもの。）。
- 1899年（明治32年） - 厚狭郡厚東村（あさぐん ことうそん、1889年（明治22年）発足、1954年（昭和29年）廃止）において、一村一校の学校統合を実施する（従来の厚東及び吉見2学校の学校統合によるもの。）。一村一校実施後の校名については、従前からの厚東尋常高等小学校と称する。所在地の移転についても、併せて実施され、従来の厚東及び吉見2学校の所在地から、現在、宇部市立厚東小学校が所在する場所（山口県宇部市大字棚井字旦山）に移転する。[注 2]
- 1941年（昭和16年） - 厚東国民学校と改称する（国民学校令によるもの。）。
- 1947年（昭和22年） - 厚東小学校と改称する（学制改革 - 学校教育法によるもの。）。
- 1947年（昭和22年） - 厚東中学校（初代、現・宇部市立厚東川中学校の前身中学校[注 3]）が開校し、小中併設となる。[注 4][注 5]
- 1954年（昭和29年） - 宇部市立厚東小学校と改称する（厚狭郡厚東村を宇部市に合併の実施によるもの。）。
- 1959年（昭和34年） - 校歌を制定する（作詞 岡部 翠、作曲 鶴岡 義雄）。
- 1965年（昭和40年） - 厚東小学校九十年史が発行される。
- 1974年（昭和49年） - 厚東小学校百年史（九十年史の改訂増補）が発行される。

## 学校行事
学期別・月別主要学校行事（2024年（令和6年）3月現在）
| 【1学期】 - 4月…入学式 | 【2学期】 - 9月…運動会 | 【3学期】 - 2月…仮入学式 - 3月…卒業式 |

## 校区
- 厚東校区自治会区（厚東1区 - 厚東14区）全区（厚東14区のうち5班を除く）
- 上記の厚東1区 - 厚東14区の区域は、かつて山口県厚狭郡の東部に存在した厚東村（ことうそん、1889年（明治22年）発足、1954年（昭和29年）廃止）の区域と同一である。
- 宇部市特認校就学制度に基づき、令和6年度の特認校として認定されている。[注 6]

## 交通アクセス
- 宇部市営バス厚東市民センターバス停より約200メートル。
- JR山陽本線 厚東駅
  1. 宇部市営バス厚東駅バス停において、「常盤町二丁目」行（路線番号[注 7]は「W4」）又は「八王子」行（路線番号[注 7]は「W5」）に乗車（乗車時間は共に日中で約5分）。
  2. 宇部市営バス厚東市民センターバス停で下車後、学校まで徒歩。

- JR山陽本線・宇部線 宇部駅
  1. 宇部市営バス宇部駅バス停において、「木田」行（路線番号[注 7]は「W5」。なお、宇部市営バスの宇部駅発厚東市民センター方面行の便に関しては、路線番号[注 7]が「W4」の便はない。）に乗車（乗車時間は日中で約8分）。
  2. 宇部市営バス厚東市民センターバス停で下車後、学校まで徒歩。